# Certeza moral
A certeza moral é um conceito de probabilidade intuitiva. Significa um grau de probabilidade muito elevado, suficiente para a ação, mas aquém da certeza absoluta ou matemática.

## Origens
A noção de diferentes graus de certeza remonta a uma afirmação da Ética a Nicómaco de Aristóteles de que se deve contentar-se com o tipo de certeza apropriado a diferentes assuntos, de modo que nas decisões práticas não se pode esperar a certeza da matemática. 
A frase latina moralis certitudo foi usada pela primeira vez pelo filósofo francês Jean Gerson por volta de 1400,  para fornecer uma base para a ação moral que poderia (se necessário) ser menos exata do que o conhecimento prático aristotélico, evitando assim os perigos do ceticismo filosófico e abrindo o caminho para uma casuística benevolente. 
O Oxford English Dictionary menciona ocorrências em inglês desde 1637.

## Lei
No direito, a certeza moral (ou 'virtual') tem sido associada a veredictos baseados na certeza além de qualquer dúvida razoável. 
O debate jurídico sobre as instruções para buscar uma certeza moral girou em torno das mudanças nas definições da frase ao longo do tempo. Embora possa ser entendido como um equivalente a 'além da dúvida razoável', em outro sentido, a certeza moral refere-se a uma convicção firme que não se correlaciona, mas se opõe à certeza probatória:  ou seja, alguém pode ter um firme sentimento subjetivo de culpa - um sentimento de certeza moral – sem que as provas justifiquem necessariamente uma condenação culpada.